# 和水町立神尾小学校
和水町立神尾小学校（なごみちょうりつかみおしょうがっこう）は、かつて熊本県玉名郡和水町大田黒にあった公立の小学校。
2014年（平成26年）3月末をもって閉校し、和水町立三加和小学校に統合された。

## 概要
歴史
1874年（明治7年）創立。1919年（大正8年）の統合により「神尾尋常高等小学校」となった。数回の改編・改称を経て、現校名となったのは2006年（平成18年）。創立140年（統合95年）を迎えた2014年（平成26年）3月末をもって閉校となった。
校歌
作詞は金栗利二、編作は帆足公文、作曲は梅沢信一による。歌詞は3番まであり、各番の歌詞中に校名の「神尾小学校」が登場する。

## 沿革
前史
- 1874年（明治7年）- 「野田小学校」、「平野小学校」、「津田小学校」、「大田黒小学校」、「岩村小学校」が創立。
- 1887年（明治20年）- 尋常小学校2校（津田・太田黒）が統合の上、「尋常三田小学校」となる。
- 1899年（明治22年）4月1日 - 町村制施行により、玉名郡5村（志平野、岩、大田黒、津田、野田）が合併の上、「神尾村」が発足。
- 1892年（明治25年）- 「三田尋常小学校」に改称。
- 1907年（明治40年）- 三田尋常小学校が高等科を併置の上、「大田黒尋常高等小学校」に改称。

統合
- 1919年（大正8年）- 尋常小学校2校（野田・平野）および尋常高等小学校1校（大田黒）が統合の上、「神尾尋常高等小学校」となる。岩村尋常小学校を神尾東尋常小学校に改称。
- 1933年（昭和8年）- 神尾東尋常小学校を統合し、岩分教場とする。
- 1941年（昭和16年）4月1日 - 国民学校令施行により、「神尾村神尾国民学校」と改称。尋常科を初等科に改める。
- 1942年（昭和17年）- 岩分教場を廃止。
- 1947年（昭和22年）4月1日 - 学制改革により、新制小学校「神尾村立神尾小学校」と改称。
- 1955年（昭和30年）4月1日 - 3村（緑・神尾・春富）合併により、「三加和村立神尾小学校」と改称。
- 1968年（昭和43年）11月1日 - 町制施行により、「三加和町立神尾小学校」と改称。
- 2006年（平成18年）3月1日 - 「和水町立神尾小学校」（最終名）に改称。
- 2014年（平成26年）
  - 3月31日 - 3校1分校（緑小・十町分校・神尾小・春富小）の統合により閉校[1]。
  - 4月1日 - 和水町立三加和小学校が新設される。

跡地の活用
- 校舎等は解体され、跡地には「株式会社Ring熊本工場」が建設された[2]。

## 交通アクセス
最寄りのバス停留所
- 九州産交バス 「温泉センター前」・「津田下」停留所

最寄りの幹線道路
- 国道443号

## 周辺
- 和水町 緑彩館
- 三加和温泉 なごみ乃湯
- 神尾郵便局